# Mirko Savini
Mirko Savini, född den 11 mars 1979 i Rom, är en italiensk före detta fotbollsspelare.
Savini har tidigare spelat i Lodigiani, Fermana, Ascoli Calcio, Fiorentina, SSC Napoli och US Città di Palermo.